# Hovgården, Adelsö

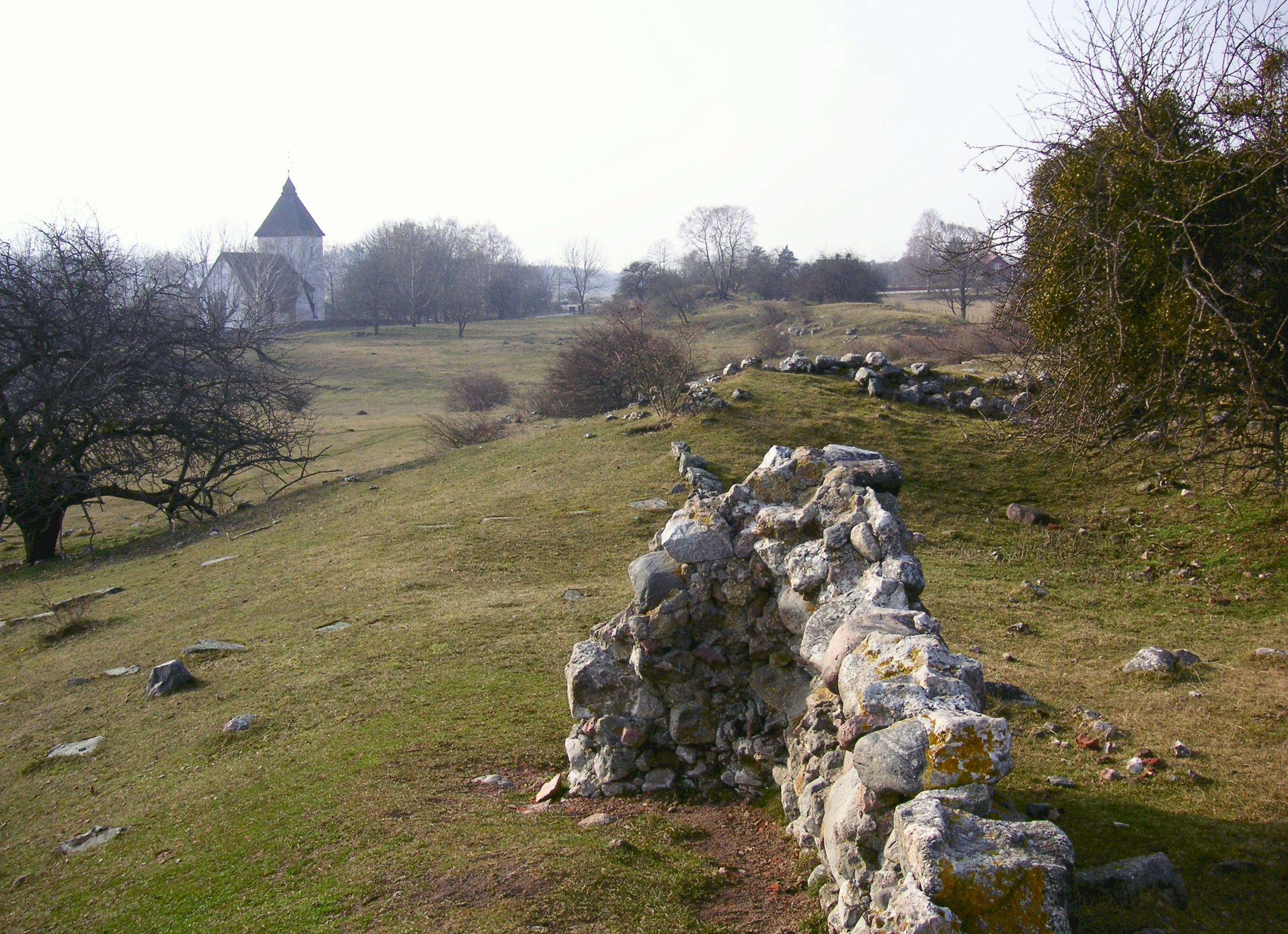
Alsnö hus ruiner med Adelsö kyrka i bakgrunden

Hovgården i Adelsö socken i Ekerö kommun i Uppland är ett fornlämningsområde och ett världsarv som ligger på en udde på östra Adelsön i Mälaren. Det ägs av Vitterhetsakademien, förvaltas av Statens fastighetsverk och omfattar en borgruin, husgrunder, gravfält, en tingsplats och runstenar. De omkring 3000 arkeologiska fynd som hittats vid Hovgården förvaras i huvudsak på Statens historiska museum i Stockholm. Hovgården och Alsnö hus är ett av de tydligaste exemplen på en förhistorisk och medeltida kungsgård, och dess betydelse under yngre järnålder framgår av de närbelägna storhögarna. Till Hovgården har också Björkö med Birka hört. Fornminnesområdet Birka och Hovgården upptogs på Unescos världsarvslista 1993.

## Hovgården
Hovgården, eller Adelsö kungsgård, var en central plats för Svearikets styrning från mitten av 700-talet. Det finns skriftliga belägg om kungsgården från biskop Rimbert under 800-talet och av Adam av Bremen från 1000-talet. De äldsta husen var dels traditionella stolpburna byggnader, dels hus med syllstenar, bland annat terrasserat resvirkeshus avsett för representation. Nedanför kungsgården fanns en hamn med en cirka 35 meter lång stenskodd kajkant som skyddades från fiender genom en 200 meter lång spärranordning med träpålar i vattnet.
Kungsgårdens läge styrde antagligen lokaliseringen av Birka på andra sidan fjärden. Under slutet av 1100-talet uppfördes Adelsö kyrka intill gården och under 1270-talet omformades kungsgårdsplatsen helt i samband med byggandet av Alsnö hus. Den vikingatida kungsgården tros ha legat strax öster om kyrkan och väst om Håkanstenen.

## Alsnö hus

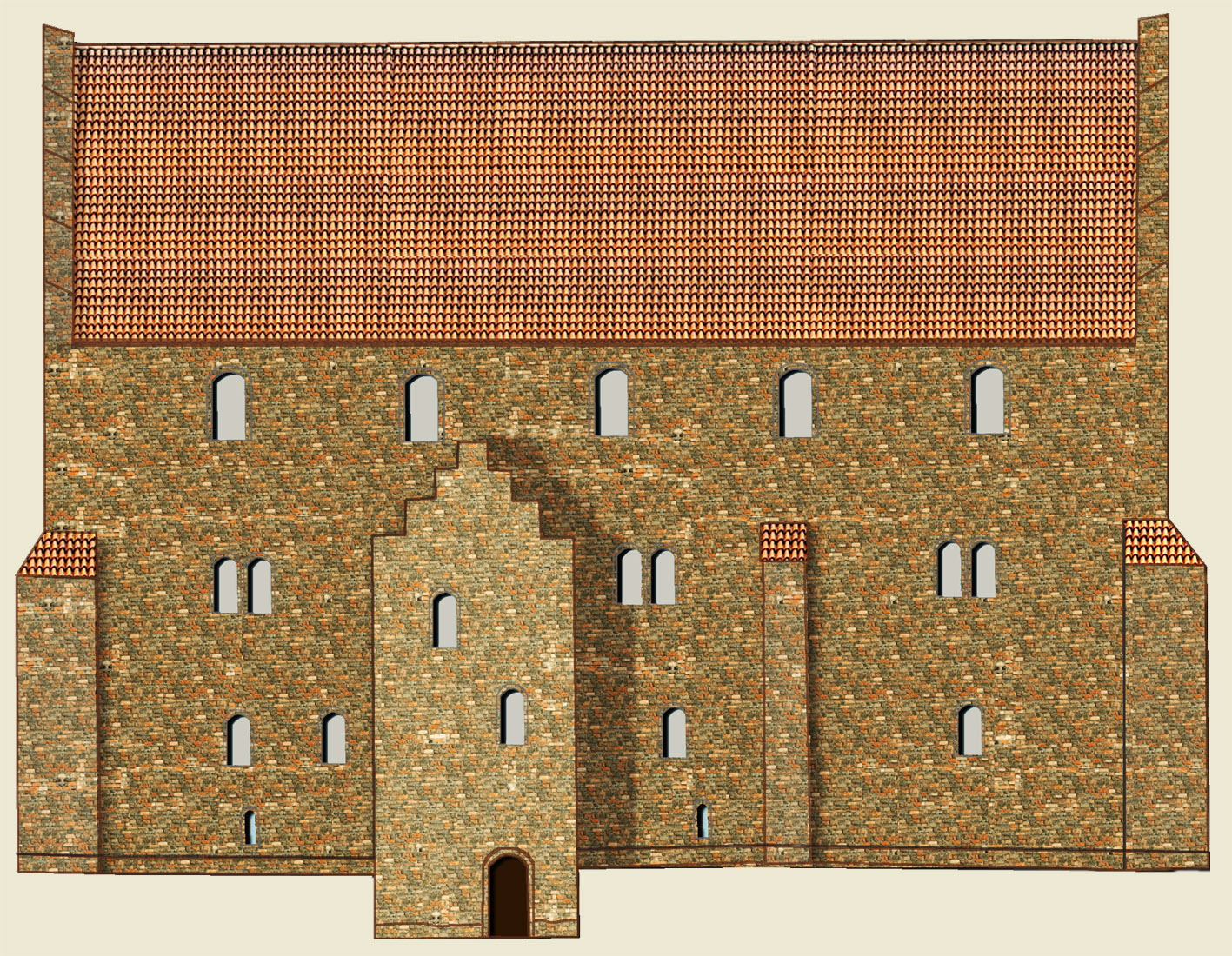
Utseende omkring 1280.

Alsnö hus, som var ett tegelpalats med få motsvarigheter i riket, uppfördes på 1270-talet av kung Magnus Ladulås. Det var inte särskilt stort, 15 x 30 meter, men påkostat och modernt. Komplexet innefattade en rektangulär huvudbyggnad med utskjutande porttorn, tre timmerbyggnader på stengrund, två båtplatser (jämför naust), en torr vallgrav och en träpalissad. Palatsets bottenvåning hade två rum och en källare. Hela övervåningen verkar ha varit en stor sal med exklusiva byggnadsdetaljer. Palatset raserades i början av 1300-talet och idag återstår enbart grunden på krönet av en jordkulle, omgiven av en större plan yta. Lämningarna ligger 230 meter nordost om Adelsö kyrka.
Alla bevarade dokument som har undertecknats på Alsnö hus är daterade under sommarhalvåret, sannolikt därför att borgen var kungamaktens sommarresidens. Det historiskt viktiga möte som resulterade i Alsnö stadga vilken lade grunden till riddarståndet i Sverige hölls på Alsnö hus 1279 eller 1280.

## Gravhögarna
Strax norr om Adelsö kyrka och väster om Alsnö hus ligger sju gravhögar. Närmast kyrkan ligger tre högar på rad som benämns Kungshögarna, precis som de mer kända högarna i Gamla Uppsala. Den största är 45 meter i diameter och nästan sex meter hög. De två mindre är 3,5 meter höga och 20–25 meter i diameter. Kungshögarna har aldrig undersökts och det är därför inte klarlagt vilka som vilar i dem. I Rimberts krönika om Ansgars levnad omnämns tre sveakonungar, Björn, Olof och Erik, vilka var de som mottog de första kristna missionärerna under 800-talets första hälft. Troligtvis residerade dessa kungar på Hovgården och enligt folktraditionen är det de som vilar i Kungshögarna.
På andra sidan landsvägen, 75 meter väster om Kungshögarna, ligger den så kallade Tingshögen. Den är 25 meter i diameter, men bara 1,5 meter hög. Den flacka Tingshögen kan, som namnet antyder, ha tjänat som tingsplats vid möten. Knappt 100 meter nordväst om Kungshögarna ligger ytterligare en storhög som kallas Skopintull. Bakgrunden till det säregna namnet är okänd. Högen är 21 meter i diameter och 2,5 meter hög. Skopintull är undersökt och i högen fann arkeologerna kvarlevorna av en man och en kvinna. Mannen var sannolikt äldre än 50, kvinnan något yngre och båda var brända. I graven fanns också minst sju hundar och tre hästar. Gravgåvorna är många och på flera sätt exceptionella. Bland fynden fanns små guldkors av flätad guldtråd, guldbleck, fragment av silversmycken, islamiska silvermynt, ett hängsmycke av brons, flera bronsbeslag med rik ornamentik, betseldelar, nyckelskyltar till skrin, kamfragment, delar av järngrytor, pärlor av glas, spelbrickor med mera. Mest omtalad är dock den lock av människohår som påträffats i ett nästan intakt bronskärl.

## Runstenar

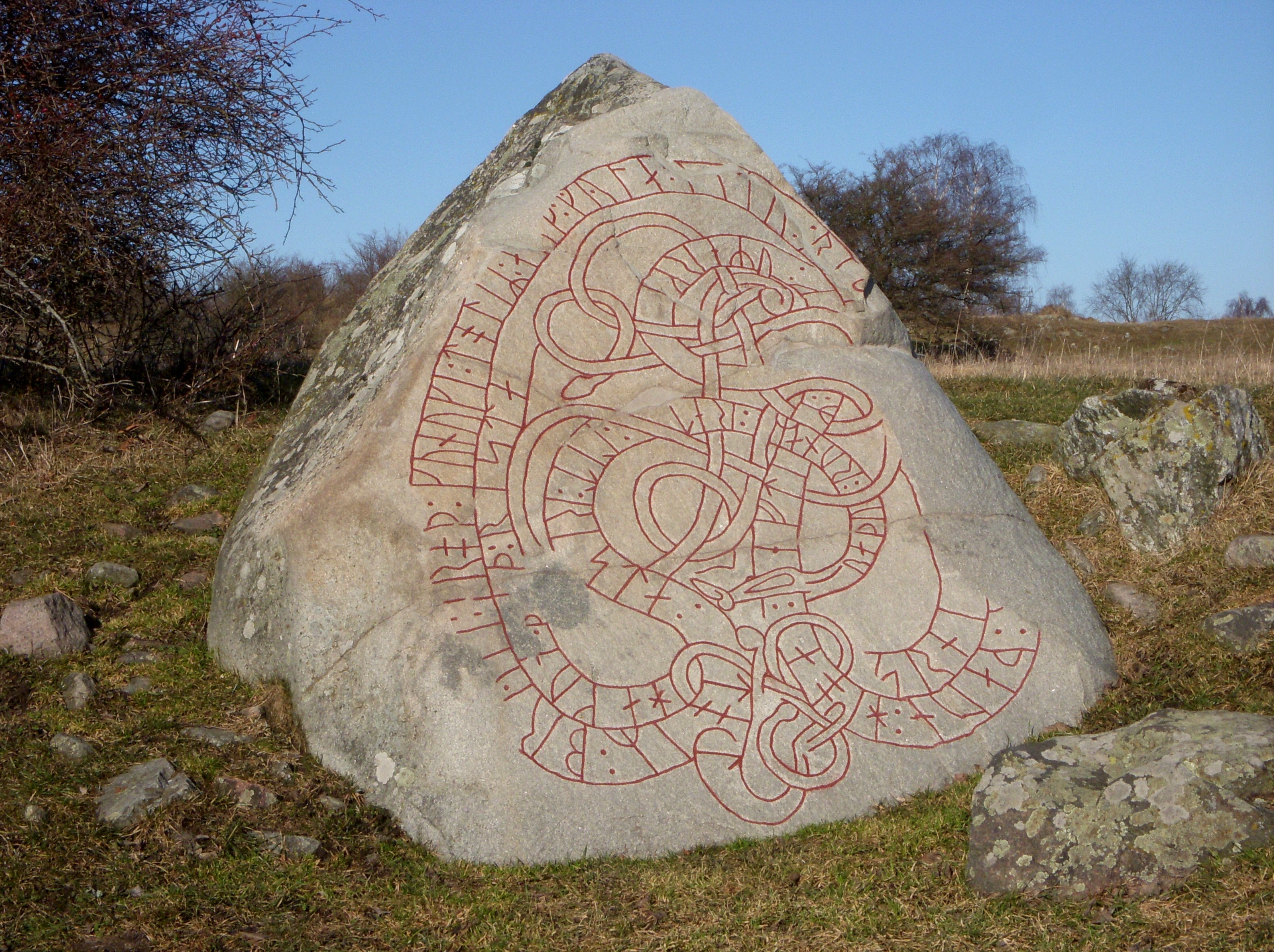
Håkanstenen

Hovgårdsstenen, även kallad Håkanstenen, är belägen i strandläge nedanför ruinerna efter Alsnö hus. Runstenen kan dateras till tiden före 1080 och har signum U 11. Ristningen är skapad på ett stenblock som består av grå, finkornig granit. Blocket är 2,75 meter brett och 1,4 meter djupt, största höjden är 1,4 meter. Runornas höjd är 7–8 centimeter.
Inskriften lyder: "Tyd du runorna! Rätt lät Tolir, bryte i Roden, rista dem åt konungen. Tolir och Gyla lät rista (dessa runor) båda makarna efter sig till minnesvård ... Håkon bjöd rista." Tolir var således kungens fogde på Hovgården, och Gyla var hans hustru. Håkon har identifierats med Håkan Röde, som antas ha samregerat med Inge den äldre i slutet av 1000-talet.
Det finns ytterligare två runstenar på platsen, den ena är inmurad upp och ner i sakristians norra vägg i Adelsö kyrka. Den har signum U 1, är 1,8 gånger 1 meter stor. Runhöjden är åtta centimeter och ristningen är svårt skadad, delvis alldeles avnött och utplånad. Enligt Upplands runinskrifter lyder inskriften: "Eskil lät resa denna sten efter ..., sin fader, en god bonde." Den andra runstenen har signum U 2 och står löst lutad mot sakristians norra vägg. Runstenen är 0,8 gånger 0,4 meter stor.

## Hovgårdsbergs gravfält och Närkällan
Omkring 700 meter nordväst om Hovgården finns ett gårdsgravfält som givit fynd från 700-talet och framåt. Gravfältet innefattar 124 fornlämningar. Dessa utgörs av 13 gravhögar, 110 stensättningar och en osäker skeppssättning. Högarna är upp till 13 meter i diameter och upp till 1,4 meter höga. Flertalet stensättningar är runda, men även rektangulära och kvadratiska former förekommer samt två treuddar. Den största treudden har 15 meter långa sidor. Skeppssättningen, som är mycket otydlig, är sju meter lång.
Mellan Hovgården och Hovgårdsbergs gravfält, utmed avtagsvägens östra sida, ligger Närkällan som enligt traditionen ska ha varit en offerkälla. På platsen syns i dag endast en svacka som är två meter i diameter och en decimeter djup, bevuxen med frodig gräsvegetation.

## Övrigt
Vid Hovgården finns också sockenkyrkan, Adelsö kyrka, från 1100-talet och förmodligen låg här en av Sveriges första kyrkor, antagligen byggd i trä.
Alsnögatan på Södermalm i Stockholm har fått sitt namn från Alsnö kungsgård.
| ”                                                                              | Hofgården. Fordom konungaborg på Adelsön i Mälaren, hvarest icke blott fylkeskonungar, utan äfven öfverkonungar stundom hade sitt säte. Ruinen deraf är belägen på en höjd, omkring 400 steg i omkrets, och har vid pass 12 till 15 alnar lodrät höjd, hvarifrån man har en ganska vacker utsikt. Grundvalen af slottet är omkring 100 alnar lång, 40 alnar bred. På åtskilliga ställen synas små hvalf, som gått under jorden. Så länge Björkö stad (Birka) florerade, var Hofgården residens för fylkeskonungarna i Björköriket. Bland öfverkonungarna under hedniska tiden hade Björn på Håga sin hufvudstad på Björkö och bebodde Hofgården, hvilken utgjorde det rätta konungasätet. Äfven i kristna tiden, sedan staden blifvit förstörd, uppehöllo sig på Hofgården, utom andra, följande regenter öfver Sverige, nemligen : Magnus Ladulås, Birger Magnusson och marsken Torgils Knutsson. Omkring 1420 var slottet ännu i godt stånd, ty Erik XIII räknar i sin jordebok Adelsö eller, som det då kallades, Alsnö eller Alsnö slott (Alsnö hus) och län till kungsgårdarna. Man vet ej när slottet blev ödelagdt, men förmodligen revs delar i samband med en belägring, vid utgrävningar har stora mängder armborstpilar återfunnits. Byn bredvid kyrkan bibehåller ännu namnet Hofgården. | „ |
| – Om Hovgården från Geografiskt-statistiskt Lexicon (L.J. Hjertas Förlag 1858) | |   |

## Fotnoter
1. 1 2  Det medeltida Uppland, Johan Anund, Linda Qviström, sid 67, Historiska Media, 2012, ISBN 978-91-85873-74-6
2. ↑  143:1, Riksantikvarieämbetet.
3. ↑  139:1, Riksantikvarieämbetet.
4. ↑  Bente, Magnus; Gustin, Ingrid (2009). Birka och Hovgården. Falköping: Riksantikvarieämbetet. sid. 14. ISBN 978-91-7209-549-6
5. ↑  48:4-6, Riksantikvarieämbetet.
6. ↑  48:7, Riksantikvarieämbetet.
7. ↑  Bente, Magnus; Gustin, Ingrid (2009). Birka och Hovgården. Falköping: Riksantikvarieämbetet. sid. 14. ISBN 978-91-7209-549-6
8. ↑  48:2, Riksantikvarieämbetet.
9. ↑  Lihammmer, Anna (2012). Vikingatidens härskare
10. ↑  46:1, Riksantikvarieämbetet.
11. ↑  49:1, Riksantikvarieämbetet.
12. ↑  49:2, Riksantikvarieämbetet.
13. ↑  53:1, Riksantikvarieämbetet.
14. ↑  52:1, Riksantikvarieämbetet.